# Evergreen Group
Evergreen Group hay Tập đoàn Trường Vinh (tiếng Trung: 長榮集團) là tập đoàn kinh tế đa quốc gia gồm các công ty con hoạt động trong ngành vận tải đường biển ,đường hàng không và dịch vụ phụ trợ .Tập đoàn thành lập chính thức năm 1975 có trụ sở tại Đài Loan .Riêng Tập đoàn Hàng hải Evergreen (Evergreen Marine) thành lập năm 1968.Ngày nay,Evergreen Group bao gồm Evergreen Marine Corporation, Evergreen International Corporation,Evergreen Aviation Technologies Corporation,Evergreen Air Services Corporation,Evergreen Air Cargo Services Corporation and Evergreen International Storage,Services Corporation,Eva Air ,Eva Air Cargo và Uni Air >>.Một số công ty lại có thêm các chi nhánh và công ty con khác,chẳng hạn Uniglory Shipping Corporation và hãng hàng không con Uni Air .